# Hire Waddarkal, Yelbarga
Hire Waddarkal là một làng thuộc tehsil Yelbarga, huyện Koppal, bang Karnataka, Ấn Độ.